# 純アリス
純 アリス（じゅん アリス、1953年6月20日 - 2019年7月12日）は、日本のタレント、グラビアアイドル。女優。本名:三浦 雅璃子（みうら まりこ）。三浦 真理子（みうら まりこ）。旧姓は久保（くぼ）。広島県呉市出身。アクトエンタープライズに所属していた。身長164cm、B83cm、W57cm、H86cm（1980年6月）。
夫は俳優の三浦浩一。次男の三浦孝太、三男の三浦涼介はともに俳優である（次男の孝太は2021年に芸能界を引退）。

## 経歴
父親は戦後、当地に駐留したニュージーランド兵。母は日本人。一人っ子。2歳のときに両親が離婚。父親はニュージーランドに帰国し、母は上京。雅璃子は兵庫県神戸市の祖母のもとで育てられ、中学二年で上京したが、母のもとではなく、叔母の家に預けられた。物心ついたときから雅璃子は家庭というものを知らずに育った。雅璃子はニュージーランド国籍であった。
東京音楽大学付属高等学校在学中にスカウトされて、ファッションモデルとなり、津々見 マリの芸名で、「装苑」などの様々なファッション雑誌に登場する。松尾ジーナ、秋川リサに次ぐ人気モデルとも称され、爆発的人気を得て1970年代前半のCMやファッション誌、男性誌のグラビアを飾った。
テレビドラマや歌手としても活躍し、1972年、TBSのテレビドラマ『ママはライバル』に、主人公の父親役の高橋悦史の再婚相手となる青海マリ役で女優としてデビューする。この際に、本作の原案者である脚本家の佐々木守により、「清純」と『不思議の国のアリス』から、純 アリスと命名される。主演の岡崎友紀は同級生である。1973年5月には「アザミの花」で歌手デビューした。
1977年、友人と東京キッドブラザースの舞台を観て魅了され、「舞台で自分を表現したい」と同劇団に入団。柴田恭兵や、坪田直子、三浦浩一とともに同劇団の看板役者として活躍した。
1980年に、東京キッドブラザースでほぼ同期の三浦浩一と結婚。結婚後は、夫婦揃ってテレビショッピングに司会として出演していた。
2019年7月12日午後4時5分、癌のため東京都内の病院で死去。66歳没。

## 出演作品

### テレビドラマ
- ママはライバル（1972年 - 1973年、TBS） - 青海マリ 役
- どっこい大作（1973年 - 1974年、NET） - 二階堂涼子 役
- 家なき子 （1975年、TBS / 松竹） - レム 役
- ザ★ゴリラ7　第12話「恋と王女と弾丸と」（1975年、NET）
- 新・二人の事件簿 暁に駆ける 第32話「したたかな闘い」（1977年、ABC、大映テレビ）
- 太陽にほえろ! 第323話「愛は何処へ」・第324話「愛よさらば」（1978年、NTV） - 白城幸子 役
- サラムム（1979年、テレビ朝日）

### その他のテレビ番組
- 歌う新人王決定戦（1973年 - 1974年、TBS） - 司会
- 明色スターゲーム合戦（1973年 - 1974年、MBS） - アシスタント[4]

### CM・広告
- 岩田屋伊勢丹（開店時、岩田屋伊勢丹ショッピングセンター）マスコットガール、CM出演（1973年）
- 三菱・ランサーセレステ 三菱自動車「妹は20歳」のコピー
- P&Gミューズ [1] (三浦浩一&純アリスファミリー名義)（1993年）
- シュリンプヌードル（1973年）

## ディスコグラフィー

### シングル
- アザミの花（1973年5月）作詞：岡田嘉子、作曲：郷伍郎、編曲：青木望
- コスモス占い（1973年）作詞：千家和也、作曲：鈴木邦彦、編曲：馬飼野康二
- 恋のアタック（1974年）作詞：林春生、作曲：鈴木淳、編曲：馬飼野康二
- サヨナラの手紙（1975年）作詞：原田大介、作曲：椿ヒロ、編曲：北野ひろし